# Pietro Colletta

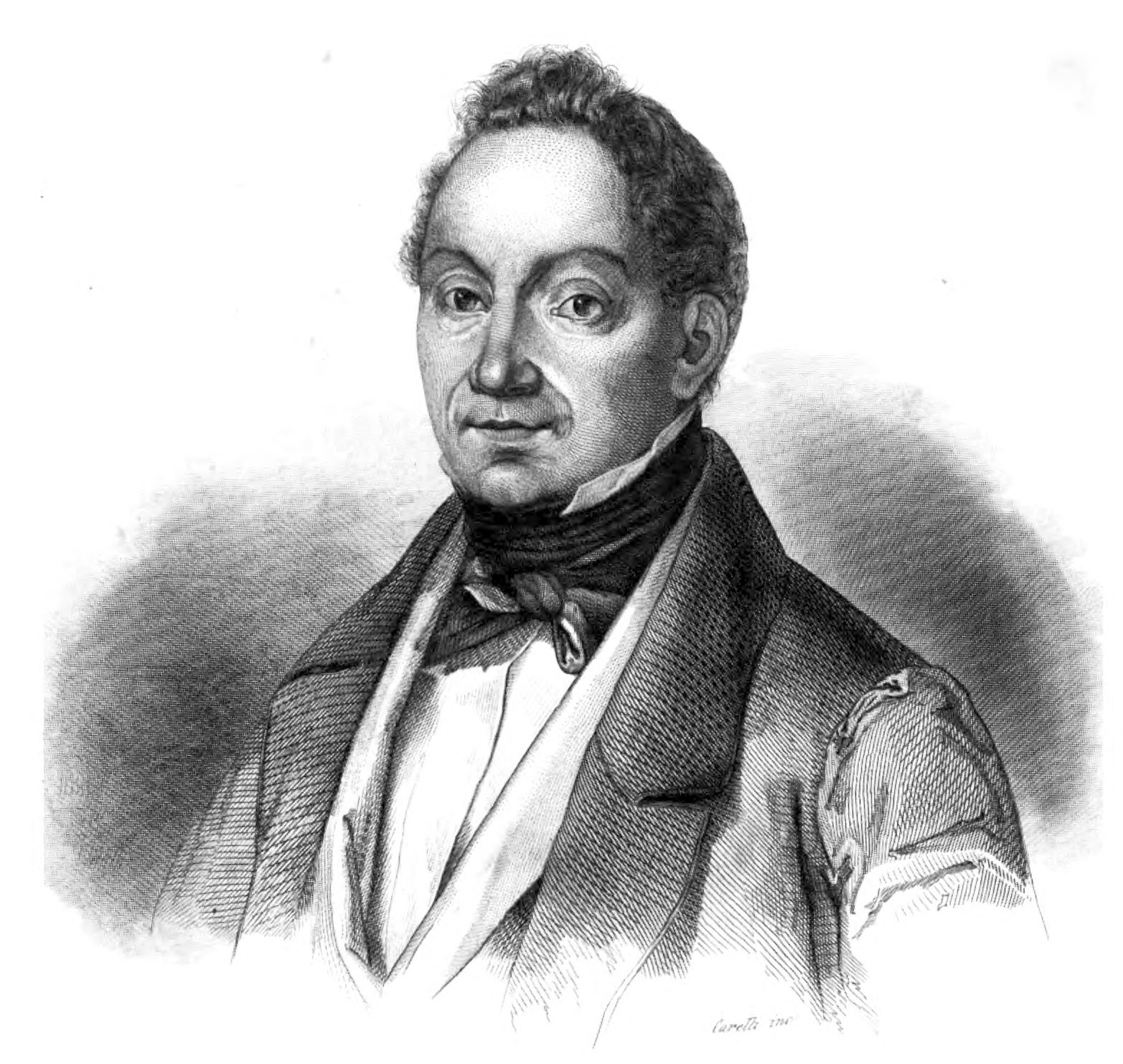
Pietro Colletta.

Pietro Colletta, född 23 januari 1775, död 11 november 1831, var en italiensk historiker.
Colletta var ursprungligen militär och ämbetsman, och tog aktiv del i de politiska oroligheterna och krigen 1799 och 1821 samt satt samma år fängslad som en av ledarna för framstegspartiet. Därefter ägnade han sig åt historiskt författarskap. Hans mest betydelsefulla verk är Storia del reame di Napoli dal 1734 al 1825 (utgiven 1835).